# Nevado San Francisco
Nevado San Francisco ou Cerro San Francisco (pronúncia espanhola: [saɱ fɾanˈθisko]) é um estratovulcão dos Andes na fronteira entre a Argentina e o Chile a 6018 metros de altitude.